# Indikátorový diagram

Indikátorový diagram parní lokomotivy

Indikátorový diagram je graf, zobrazující průběh práce pístového, speciálně parního stroje. Jedná se vlastně o p-V diagram získaný měřením pomocí přístroje zvaného indikátor.
Indikátor je souřadnicový zapisovač, mechanicky spojený s pístem (u parního stroje s křižákem) a s prostorem válce. Indikátor je vybaven papírem a perem, které je v ose x vychylováno pohybem pístu a v ose y tlakem ve válci. Výsledný diagram popisuje průběh Carnotova cyklu ve válci.
V době provozování parních strojů byl indikátorový diagram velmi důležitou diagnostickou pomůckou k seřizování a zvyšování jejich účinnosti. Existují přístroje podobného typu i pro spalovací motory.